# Epigonus heracleus
Epigonus heracleus és una espècie de peix pertanyent a la família dels epigònids.

## Descripció
- Pot arribar a fer 13,1 cm de llargària màxima.
- 7 espines i 9 radis tous a l'aleta dorsal.
- Espina opercular present.
- El diàmetre horitzontal de l'ull és més gran que la part postorbital del cap.[5][6]

## Hàbitat
És un peix marí, mesobentònic-pelàgic i batidemersal que viu entre 270 i 670 m de fondària sobre el fons marí

## Distribució geogràfica
Es troba al Pacífic sud-occidental.

## Observacions
És inofensiu per als humans.